# Eugenijus Sabutis
Eugenijus Sabutis (ur. 10 września 1975 w Janowie) – litewski polityk i samorządowiec, mer rejonu janowskiego, poseł na Sejm Republiki Litewskiej, minister komunikacji (od 2024).

## Życiorys
Absolwent Uniwersytetu Witolda Wielkiego, na którym ukończył filozofię (1999) oraz prawo (2001). Pracował w różnych przedsiębiorstwach, w latach 2011–2015 był dyrektorem stacji ratownictwa medycznego w Janowie.
W 2014 wstąpił do Litewskiej Partii Socjaldemokratycznej. W 2015 i 2019 wybierany na radnego rejonu janowskiego. Również w 2015 objął funkcję zastępcy burmistrza tego rejonu. W grudniu 2016 powołany na tymczasowego mera, w kwietniu 2017 wygrał wybory uzupełniające na urząd mera. Sprawował go do 2019, po czym do 2020 ponownie był zastępcą burmistrza.
W 2020 uzyskał po raz pierwszy mandat deputowanego na Sejm. Z powodzeniem ubiegał się o poselską reelekcję w wyborach w 2024.
W grudniu 2024 objął urząd ministra komunikacji w nowo utworzonym rządzie Gintautasa Paluckasa.